# Torvald Westergaard
Thorvald (Torvald) W(V)estergaard Pedersen (født 2. februar 1901 i Hillerslev ved Thisted, død 5. juni 1988) var en dansk stenhugger og autodidakt billedhugger. 
Vestergaard flyttede i 1923 til Lemvig, hvor han fik sig et atelier og værksted. På sit stenhuggerværksted lavede mange gravsten, men begyndte også at lave skulpturer især i granit, men også i marmor.
Langs Skulpturstien i Lemvig er der opstillet 54 skulpturer udført af Vestergaard.